# Radamés Castellón
Radamés Castellón – kubański zapaśnik w stylu klasycznym. Triumfator Igrzysk Ameryki Środkowej i Karaibów w 1986 roku.